# Amphipoea rosea
Amphipoea rosea är en fjärilsart som beskrevs av Tutt 1891. Amphipoea rosea ingår i släktet Amphipoea och familjen nattflyn. Inga underarter finns listade i Catalogue of Life.